# New Baltimore (Pensilvânia)
New Baltimore é um distrito localizado no estado norte-americano de Pensilvânia, no Condado de Somerset.

## Demografia
Segundo o censo norte-americano de 2000, a sua população era de 168 habitantes.
Em 2006, foi estimada uma população de 157, um decréscimo de 11 (-6.5%).

## Geografia
De acordo com o United States Census Bureau tem uma área de
0,8 km², dos quais 0,8 km² cobertos por terra e 0,0 km² cobertos por água. New Baltimore localiza-se a aproximadamente 434 m acima do nível do mar.

## Localidades na vizinhança
O diagrama seguinte representa as localidades num raio de 16 km ao redor de New Baltimore.